# De kik azok a Lumnitzer nővérek?
A De kik azok a Lumnitzer nővérek? 2005-ben készült, 2006-ban bemutatott színes magyar filmvígjáték Bacsó Péter rendezésében.

## Tartalom
A film két hőse, Olivér és Ficskó elkötelezett étteremkritikusok, akik szenvedélyesen harcolnak a konyhaművészet becsületéért és színvonaláért, vitriolos hangon ostorozzák a szakma kontárjait és kufárait. A sértett vendéglősök bosszút esküsznek ellenük. Milicát, a talpraesett, tűzrőlpattant ifjú menedzser lányt bízzák meg: fedje fel a cikkeiket Lumnitzer nővérek álnéven publikáló szerzők kilétét, majd tegye őket ártalmatlanná. Vagy úgy, hogy egyszerűen megveszi a két kritikust, vagy úgy, hogy elcsábítja bájaival, vagy végső esetben elteszi őket láb alól. Elkezdődik a küzdelem a Lumnitzer nővérek és Milica között, mely különleges harci cselekmény sok mulatságos helyzetet, komikumot produkál.

## Szereplők
- Alföldi Róbert (Olivér)
- Rudolf Péter (Ficskó)
- Hegyi Barbara (Milica)
- Udvaros Dorottya (Szonja)
- Szabó Győző (Kenedi Sámuel)
- Benedek Miklós (Torkos Emil)
- Szacsvay László (Satel Sebestyén)
- Kránitz Lajos (étterem-tulajdonos)
- Hajdu István (étterem-tulajdonos)
- Kakasy Dóra (Torkos Emil titkárnője)
- Paudits Béla (a Vörös Róka tulajdonosa)
- Szőke András (pincér az Ásító Majomban)
- Simon Kornél (pincér a Három Gyertyában)
- Molnár Piroska (angoltanárnő)
- Varga Gabriella (tanítvány)
- Tordai Teri (amerikai hölgy 1)
- Venczel Vera (amerikai hölgy 2)
- Gyurkovics Zsuzsa (amerikai hölgy 3)
- Mucsi Zoltán (mentős)